# Irena od Larise
Irena od Larise (bugarski Ирина от Лариса) bila je druga supruga te carica cara Gavrila Radomira Bugarskog.
Ivan Skilica je zapisao da je Irena bila „lijepa zarobljenica iz Larise”. Gavril Radomir ju je oženio oko 999. godine, nakon što je protjerao svoju prvu ženu Margaretu, koja je tada bila trudna.
Gavril Radomir je postao car 1014., ali je njegova vladavina bila kratka. Prema Skilici, Irena i Gavril su ubijeni po naredbi njegovog bratića Ivana Vladislava, koji je preuzeo vlast 1015. On je također naredio sakaćenje Ireninog najstarijeg sina.
| prethodnik Agata | Carica supruga Bugarske | nasljednik Marija |